# Acidobakterier
Acidobakterier (Acidobacteria) är en nyupptäckt stam av bakterier. Som antyds av dess namn är de acidofiler och upptäcktes först 1997. Eftersom de nyligen har blivit upptäckta och de flesta arter aldrig har blivit odlade så är deras ekologi och metabolism relativt outforskad. Dessa bakterier kan vara en viktig beståndsdel i ekosystem eftersom de är speciellt vanliga i jord.